# Code de tir nucléaire
Un code de tir nucléaire est un code informatique permettant à l'autorité d'un pays possédant l'arme atomique d'activer ces armes et de déclencher un tir prédéterminé sur des cibles d'un État hostile, notamment lors d'un conflit armé qui deviendrait trop destructeur par les voies conventionnelles. Historiquement, la responsabilité de cette utilisation incombe au chef de l'État ou à l'autorité militaire du pays possédant ce type d'arme.
Tout ce qui concerne ce processus relève des informations classifiées au plus haut niveau de secret militaire possible et, par conséquent, des informations précises les concernant ne peuvent être publiées.

## Description

### États-Unis
Aux États-Unis, ces codes sont appelés « Gold Codes » et sont fournis par la National Security Agency (NSA)[réf. souhaitée]. Ils sont imprimés sur une carte plastifiée au format carte de crédit surnommée « biscuit », car la carte est enveloppée dans un film opaque, ressemblant à un emballage de biscuit. 
Les présidents américains ont, à plusieurs reprises, égaré le biscuit. Le président Jimmy Carter l'aurait oublié dans un costume parti chez le teinturier.
En 1981, lors de la tentative d'assassinat du président Ronald Reagan, son aide de camp ne peut monter dans l'ambulance qui emmène le président à l’hôpital. Il le rejoint là-bas, mais on s'aperçoit que le biscuit a disparu. Finalement, il est retrouvé à l'intérieur de l'une de ses chaussures, gisant par terre dans la salle d'opération, le tout sans surveillance.
En 2000, le président Bill Clinton aurait également égaré cette carte pendant plusieurs mois. Selon le général Hugh Shelton, dans ses mémoires parus en 2010 sous le titre « Without Hesitation: The Odyssey of an American Warrior », la « disparition » aurait été découverte la même année quand il a fallu remplacer les codes. Mais, selon le lieutenant-colonel Robert Patterson, un des porteurs de la valise nucléaire, cet épisode aurait eu lieu en 1998, ; selon lui, le lendemain du jour où éclate le scandale de l'« affaire Monica Lewinsky », Patterson demande à voir, comme le veut la routine, la plaque des codes. Le président Clinton, qui, lui dit-il, l'a attachée avec un élastique à ses cartes de crédit dans son portefeuille, lui répond qu'il ne la trouve pas ; en conséquence de quoi, ils se mettent à fouiller la Maison-Blanche de fond en comble pour la retrouver.

### France
En France, l'autorité gouvernementale dispose d'un « contrôle gouvernemental de la dissuasion nucléaire », qui sert à garantir « le bon fonctionnement du dispositif de dissuasion nucléaire. Il s'exerce dans trois domaines complémentaires et indissociables : l'engagement des forces nucléaires, la conformité de l'emploi et l'intégrité des moyens de la dissuasion nucléaire. Pour chacun de ces domaines, qui sont protégés par le secret de la défense nationale, deux autorités sont désignées, celle responsable de la chaîne de mise en œuvre et celle responsable de la chaîne de sécurité. Ces autorités agissent indépendamment l'une de l'autre »,.
Selon Bruno Tertrais, directeur adjoint de la Fondation pour la recherche stratégique (FRS), interrogé en 2018 par Le Figaro, « ces procédures sont réputées être particulièrement solides, au-delà même de l'engagement des forces elles-mêmes ».
Comme pour certains présidents américains, la même mésaventure serait arrivée au président de la République François Mitterrand le jour de son investiture, qui aurait oublié les codes  dans la poche de son costume avant de l'envoyer au nettoyage.

## La «mallette nucléaire»
Aux États-Unis et, on le suppose aussi, en Russie ainsi qu'en France, les codes de tirs sont utilisés pour activer des systèmes de communications portatifs, des terminaux informatiques logés dans des porte-documents ou des mallettes, permettant de déclencher à distance une attaque nucléaire sur une cible prédéterminée. Ce conteneur est souvent appelé par les médias la « valise nucléaire » ou la « mallette nucléaire » (nuclear briefcase en anglais). Elle est généralement transportée par un aide de camp dont c'est la tâche principale et qui suit le président ou l'autorité habilitée en permanence et en toutes circonstances.

### États-Unis

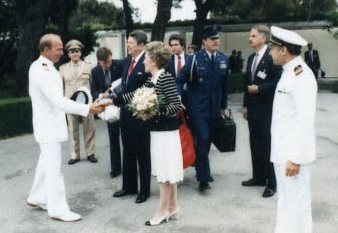
Le président des États-Unis Ronald Reagan et son épouse Nancy en 1987.
L'aide de camp portant le football nucléaire est au centre droit.

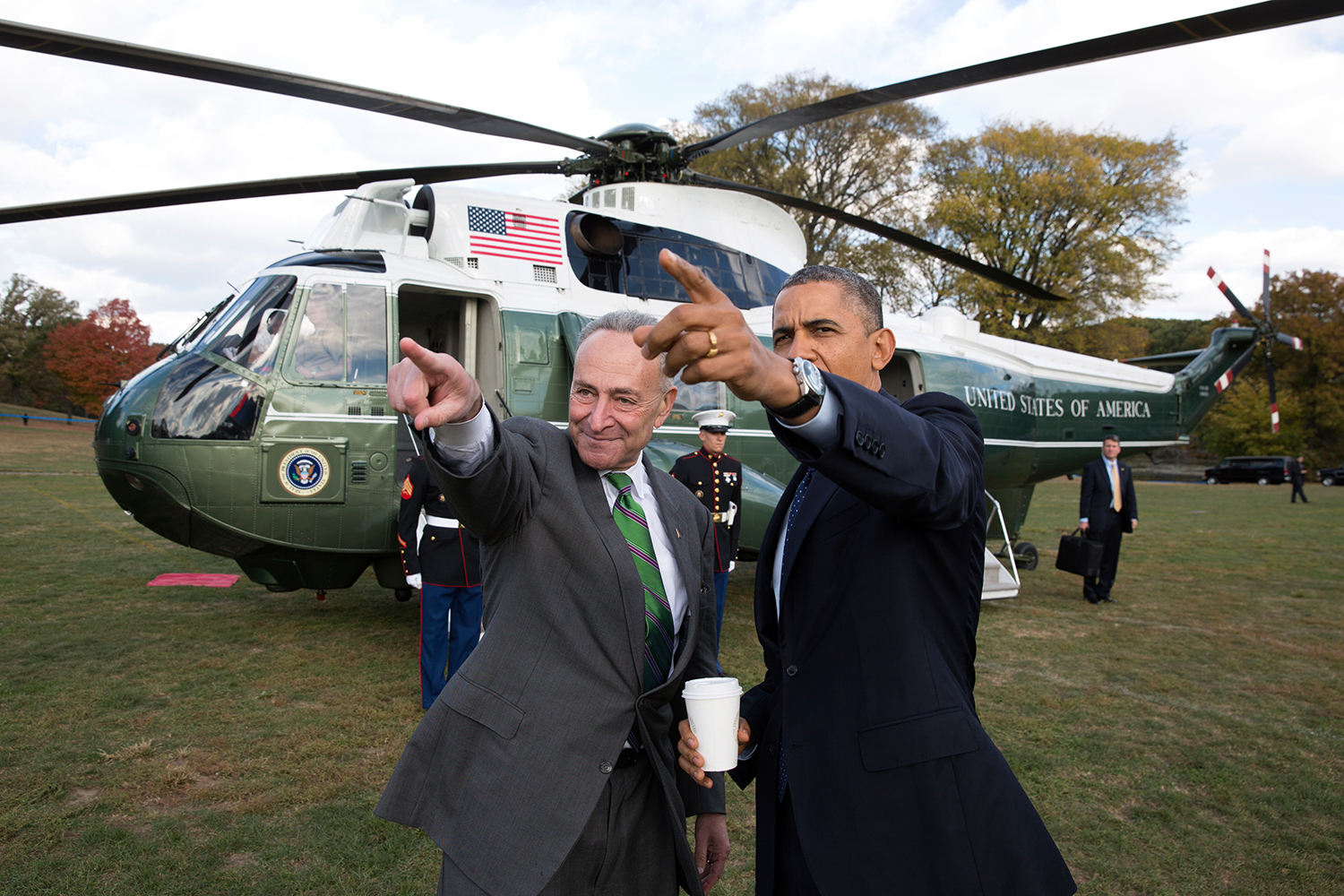
Le président Barack Obama et le sénateur Chuck Schumer à New York en octobre 2013.
L'aide de camp portant le football est en arrière-plan, à droite de l'hélicoptère présidentiel.

Aux États-Unis, le nom de code de la mallette nucléaire est Nuclear football, ou plus simplement football,. C'est une mallette de type attaché-case, qui pèse une vingtaine de kilos, à la base une mallette Zero Halliburton (en), modifiée et recouverte de cuir noir ; une petite antenne dépasse de la poche près de la poignée.
La mallette nucléaire suit chaque président américain comme son ombre, partout où il va, même lorsqu'il se rend au Vatican. Quand le président George W. Bush rencontra le pape Jean-Paul II pour des discussions au sujet de la paix, il était accompagné par un aide de camp portant la valise. En 1991, lors d'une messe dans l'État de Géorgie durant la présidence de son père, George H. W. Bush, l'aide de camp reçut la communion d'une main tout en tenant la valise de l'autre. La même année, l'aide de camp figura en smoking aux côtés du président, lorsque George Bush senior rencontra la reine Élisabeth II, au palais de Buckingham.
Il a cependant été rapporté que le président Gerald Ford, arrivant un jour à Paris pour un sommet économique, a une fois oublié le football dans l'avion présidentiel Air Force One. En 1991, le président George H. W. Bush, après avoir assisté à un match de tennis à Los Angeles, sème par inadvertance son aide de camp et la valise. Enfin, en 1999, le président Bill Clinton, quittant un sommet de l'OTAN, partit tellement vite qu'il laissa en arrière son aide de camp, qui dut rentrer à la Maison-Blanche à pied avec la valise.

### France
En France, la sacoche nucléaire française n'existe pas officiellement et n'a donc pas de cérémonie de passation officielle.
Une mallette noire, appelée « poste de commandement mobile », suit cependant le président de la République dans tous ses déplacements pour permettre de le joindre, mais elle n'est pas dédiée spécifiquement à la force nucléaire.

### Russie

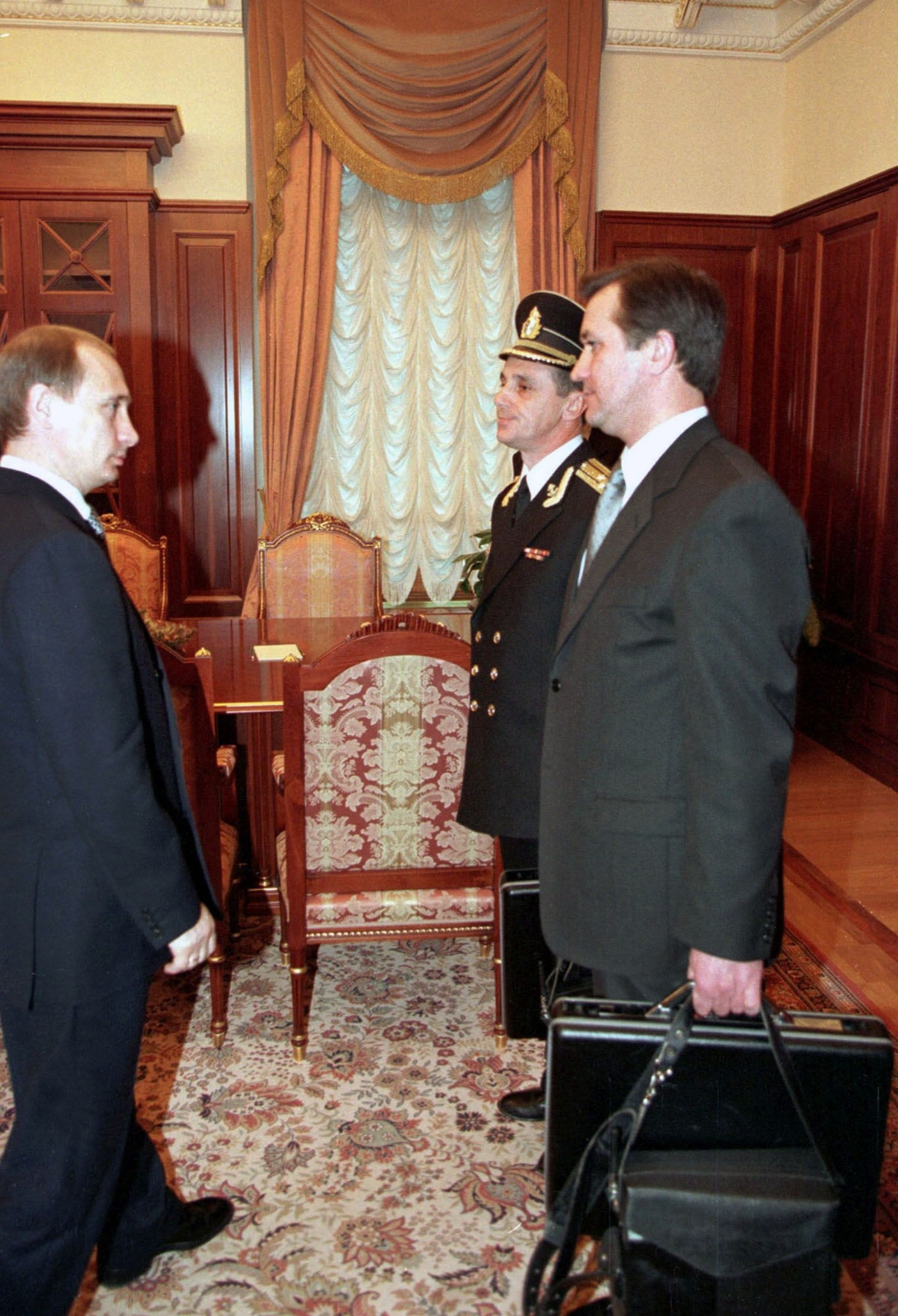
Le président russe Vladimir Poutine (à g.) en 1999, prenant ses fonctions et recevant une valise nucléaire (Tcheguet) pour le contrôle des forces nucléaires de Russie.

En Russie, la mallette nucléaire a pour nom de code Tcheguet. Elle est reliée au système spécial de communication portant le nom de code « Kavkaz », qui « prend en charge la communication entre les hauts fonctionnaires du gouvernement lorsqu'ils prennent la décision d'utiliser ou non des armes nucléaires, qui à son tour est branché sur le système de communication spécial « Kazbek », qui englobe toutes les personnes et les organismes impliqués dans le commandement et le contrôle des forces nucléaires stratégiques »,. 

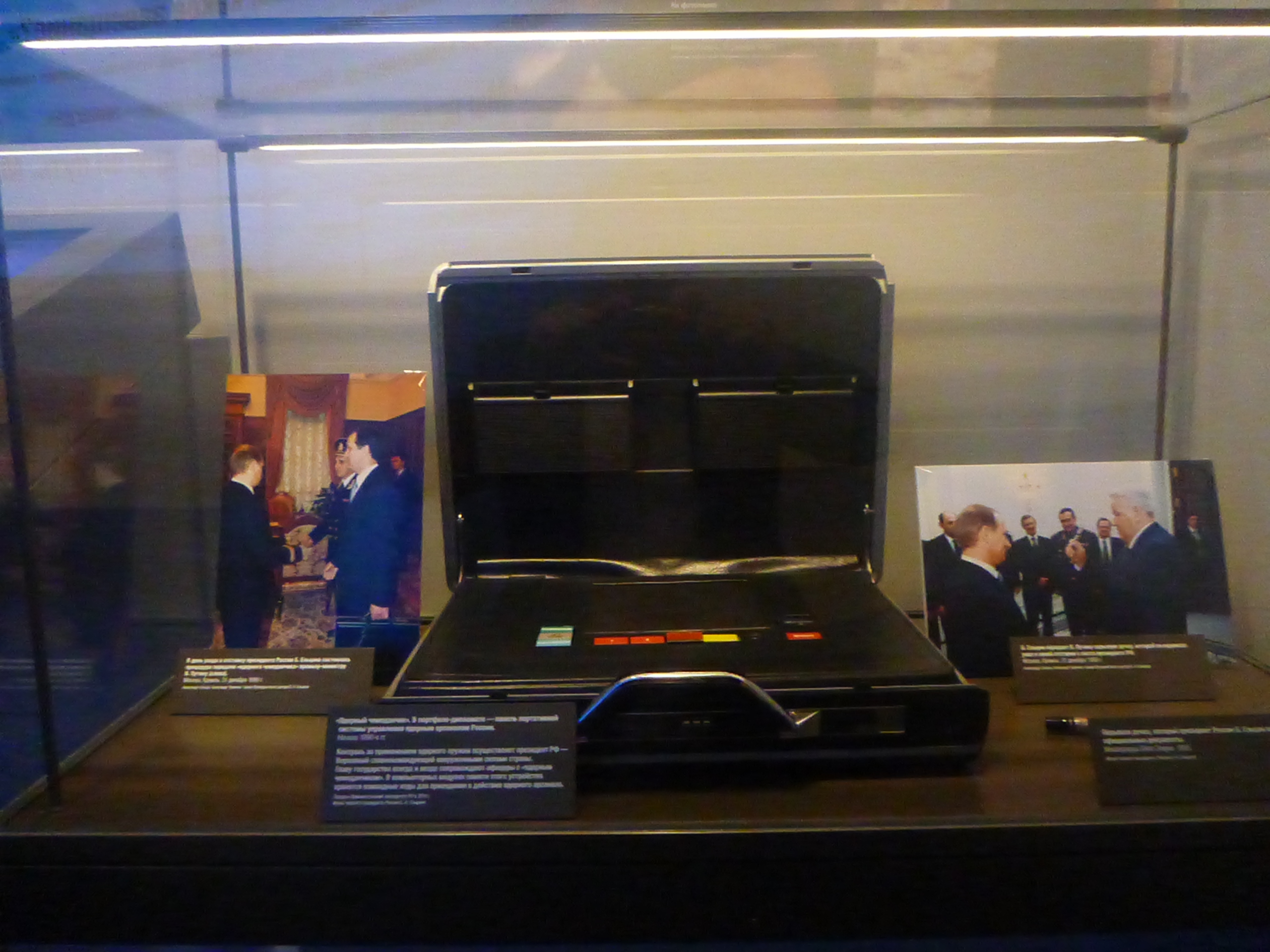
Une valise nucléaire russe exposée au Centre Eltsine.

On suppose généralement, bien que cela ne soit pas connu avec certitude, que des mallettes nucléaires sont également délivrés au ministre de la Défense et au chef de l'état-major général de la fédération de Russie,. L'état-major reçoit le signal et déclenche la frappe nucléaire par l'adoption de codes d'autorisation pour l’ensemble des sites de lancement de silos de missiles, ou à distance en lançant des missiles balistiques intercontinentaux individuels.

## Utilisation des codes avec les silos de missiles balistiques

### États-Unis

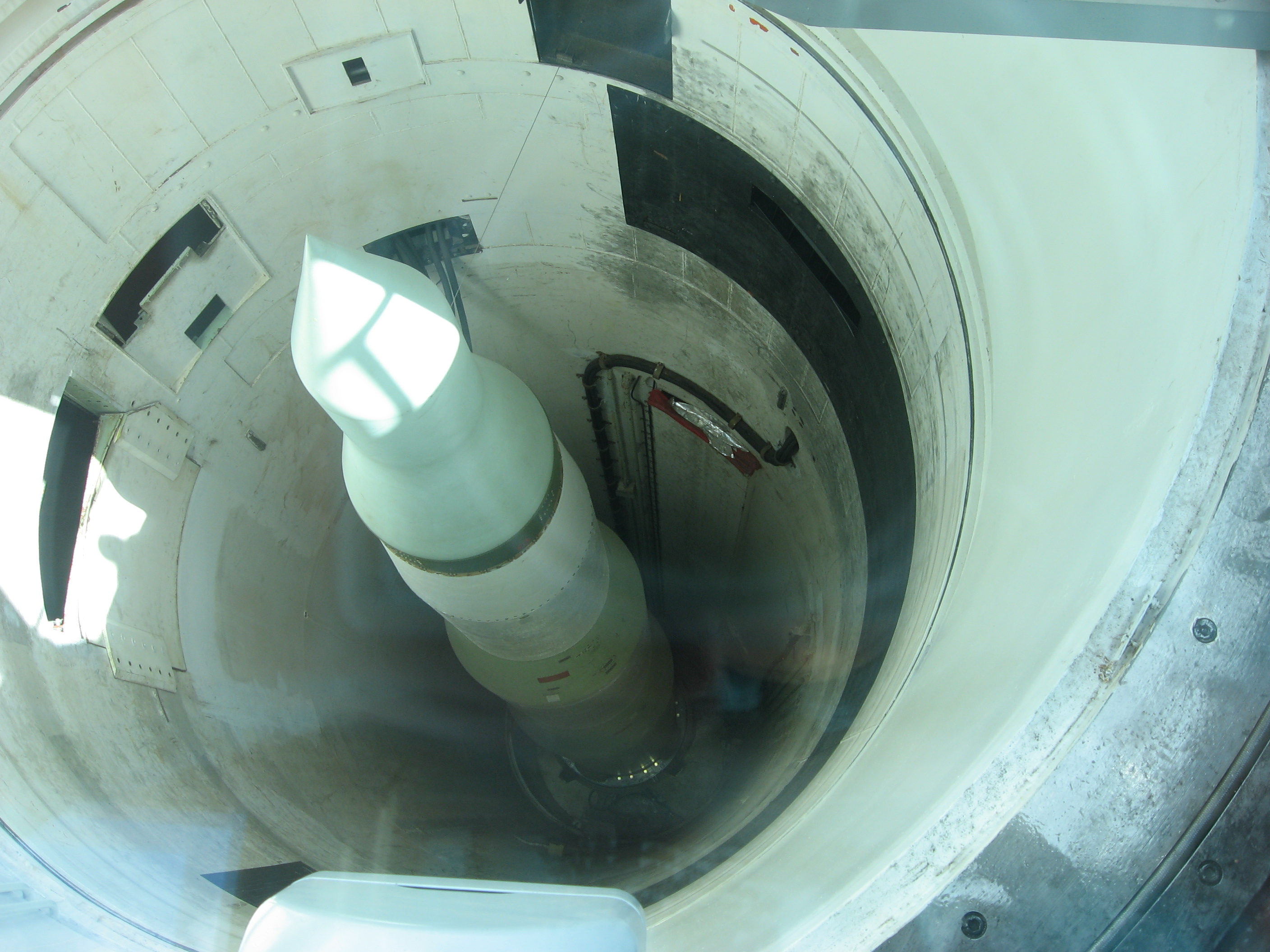
Un missile balistique Minuteman dans son silo de lancement (2007).

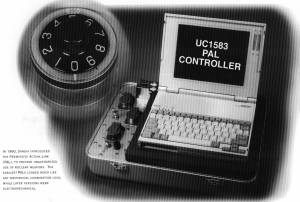
Contrôleur PAL UC1583 (Permissive Action Link), une partie du Système sécurisé de recodage (SSRS) de STRATCOM.

En 1963-1964, lors de la crise de Chypre, la Grèce et la Turquie, deux nations faisant partie de l'OTAN, tentent de prendre le contrôle des armes nucléaires américaines prépositionnés en partage nucléaire par l'organisation dans la région. 
C'est à la suite de cet incident qu'est mis en place un dispositif de sécurité, baptisé PAL (pour Permissive Action Link), un dispositif de sécurité et d'armement censé empêcher le personnel habilité de déclencher le tir d'un vecteur nucléaire sans l'accord express du président des États-Unis. 
Cependant, il semble qu'à l'époque la rapidité de réaction primait sur la sécurité du monde, car il suffisait en fait de saisir huit zéros pour déclencher le feu atomique. En effet, pendant à peu près vingt ans et jusqu'en 1977, le code de lancement nucléaire des silos de missiles Minuteman était « 00000000 »,. Le code fut changé à huit zéros durant la crise des missiles de Cuba, dans le but de pouvoir utiliser la force atomique le plus rapidement possible, que le président soit disponible ou non pour donner son accord,.
En 2004, un ancien membre de l’équipe de tir raconta : « Notre manuel de contrôle de lancement, en fait, nous donnait comme instruction, nous, l'équipe de tir, de revérifier le panneau de verrouillage dans notre bunker souterrain de lancement, pour s'assurer qu'aucun chiffre autre que le zéro n'avait été composé par inadvertance dans le panneau »,,. Il ajouta même que ce pseudo-code était inscrit à demi-mot sur les consignes de sécurité, en cas d'incendie. 
La priorité, lors de ce choix par l'United States Strategic Command (STRATCOM), était que cette sécurité ne fasse pas perdre de temps lors du lancement. En effet, cela garantissait qu'il n'y aurait pas besoin d'attendre la confirmation présidentielle, qui aurait fait perdre un temps précieux,.

## Les codes dans la culture populaire
Le cinéma et la littérature ont à plusieurs reprises abordé ce sujet.

### Littérature
- Dans le roman Langelot et la Clef de la guerre (1982) de Vladimir Volkoff, le président de la République française se fait voler la clé déclenchant la mise à feu des missiles nucléaires.

### Bande dessinée
- Dans l'album « Le Jugement » (1999) de la série XIII de Jean Van Hamme, le général Carrington kidnappe le président des États-Unis afin de révéler publiquement sa trahison et, dans la foulée, s'empare de la mallette nucléaire afin de tenir le gouvernement américain à distance.

### Cinéma
- Dans Docteur Folamour (1964) de Stanley Kubrik, le général Jack D. Ripper (Jack l'Éventreur) déclenche de sa propre initiative l'attaque de l'URSS à l'aide de la flotte de bombardiers B52 dont il a la responsabilité. Il le fait en activant le plan de riposte immédiate R comme Robert, qui autorise un échelon inférieur à lancer des représailles nucléaires à la suite d'une attaque surprise, lorsque les liaisons avec le haut commandement sont rompues. Ripper est le seul à connaître le code secret de trois lettres (OPE) permettant de communiquer avec les bombardiers, et donc de les rappeler.
- Dans certains films de James Bond, comme Jamais plus jamais (1983) d'Irvin Kershner (identification rétinienne).
- Dans Wargames (1983) de John Badham, au début du film, dans la scène de l'abri souterrain qui contrôle le lancement de silos de missiles balistiques des forces armées américaines, une simulation de tir (qui apparaît réelle pour les militaires dans l'abri) est enclenchée ; les militaires doivent confirmer les codes qu'il reçoivent par radio en les comparant à des cartes de type « bristol », gardées dans un coffre au sein de l'abri. Dans la scène finale du film, le supercalculateur WOPR qui gère le système de défense du NORAD, déchiffre de lui-même le code de lancement des missiles stratégiques pour lancer une attaque-riposte contre l'Union soviétique.
- Dans Dead Zone (1983) de David Cronenberg, Johnny Smith, alors qu'il serre la main de Greg Stillson — un candidat au poste de sénateur des États-Unis — lors d'un meeting électoral, a la vision prophétique de Stilson, devenu président des États-Unis, lançant une attaque nucléaire contre la Russie, scannant la paume de sa main sur un terminal informatique pour valider le lancement des missiles.
- Dans USS Alabama (1995) de Tony Scott, le code de tir se présente sous la forme d'une carte de type « bristol » portant les codes de tir dactylographiés. Il sert à confirmer les « messages flash » envoyés par le commandement américain pour enclencher des tirs de missiles contre des insurgés russes.
- Dans La Somme de toutes les peurs (2002) de Phil Alden Robinson, les deux présidents, russe et américain, s'apprêtent à déclencher une guerre nucléaire via des terminaux portables prévus à cet effet. On y voit notamment les fameux Biscuit.
- Dans Salt (2010) de Phillip Noyce, à la fin du film, le président des États-Unis réagit à une menace de guerre avec la Russie en activant la force de frappe nucléaire, mais le système est pris en otage par une taupe russe infiltrée au sein de la CIA.
- Dans Mission impossible : Protocole Fantôme (2011) de Brad Bird, un théoricien du chaos, ancien consultant du gouvernement russe renvoyé pour démence, vole une mallette nucléaire et tente de déclencher une guerre nucléaire entre la Russie et les États-Unis.
- Dans White House Down (2013) de Roland Emmerich, le chef de la sécurité de la Maison-Blanche se sert d'une mallette nucléaire pour tenter de lancer des missiles balistiques en utilisant l'empreinte digitale du président, mais échoue.
- Dans Les Tuche 3 (2018) d'Olivier Baroux, Jeff Tuche, alors président de la République française reçoit la valise nucléaire dont il fera un double des clés dans un commerce local[16].
- Dans Le Chant du Loup (2019) d'Antonin Baudry, le président de la République française, à la suite d'une menace confirmée d'attaque nucléaire sur le sol français, ordonne une frappe nucléaire en riposte et envoie les codes de lancement au sous-marin nucléaire lanceur d'engins (SNLE) « L'Effroyable », rendant l'ordre irrévocable. La procédure de lancement y est mise en scène, de la réception du message jusqu'au moment du tir-missile.

### Séries télévisées
- Dans la série Scorpion (saison 1, épisode 15), une équipe doit retrouver le « football », volé seize ans plus tôt au cours d'une opération chirurgicale. Des pirates ont déjà tenté de lancer un missile depuis un silo nucléaire américain basé en Islande, mais ont échoué.
- Dans la série Madam Secretary (saison 2, épisode 1), la secrétaire d'État doit assumer l'intérim de la présidence et se voit notamment présenter le football et remettre le biscuit.
- Dans la série 24 heures chrono (saison 4, épisode 17), Jack Bauer est missionné afin de récupérer cette mallette nucléaire alors que l'avion présidentiel Air Force One vient de se crasher[17].
- Dans la série The Expanse (saison 2, épisode 5), le secrétaire général des Nations unies se sert d'une mallette nucléaire avec reconnaissance biométrique pour ordonner une frappe nucléaire massive contre un astéroïde, qui menace d'exterminer toute vie sur Terre.